# A Barca (Lugo)
A Barca es una aldea española situada en la parroquia de Anllo, del municipio de Sober, en la provincia de Lugo, Galicia.

## Localización
Está situado a 200 metros de altitud, junto a la desembocadura del río Cabe en el río Sil.

## Demografía
| Gráfica de evolución demográfica de A Barca entre 2000 y 2021 |
|                                                               |
| Datos según el nomenclátor publicado por el INE.              |